# Teodorico Luna
Teodorico Luna y Novicio fue un líder revolucionario durante la revolución iniciada en Filipinas por el Katipunan en 1896. Nacido en Baler, isla de Luzón (Filipinas), se educa en la Logia Masónica de Manila, alcanzando después el grado de Comandante de los rebeldes del Distrito el Príncipe e instalándose en Biak-na-Bato. 

## Regreso a Baler
En 1897, abandona la sierra y se dirige hacia Baler, reclutando a varios rebeldes durante el trayecto. El 20 de septiembre llega y se instala en la jungla de los alrededores, en un lugar inaccesible para las tropas españolas. Desde ahí envía a sus hombres para que, en secreto, informen a sus parientes y amigos en el pueblo acerca de su llegada. Contacta con Antero Amatorio, gobernadorcillo (alcalde) de Baler, a quien cuenta sus planes de liberar el pueblo del dominio español y pide ayuda para llevarlos a cabo y que distribuya unos pasquines redactados por Emilio Aguinaldo en los que denuncia los abusos de los españoles sobre los filipinos, explica la importancia de acabar con el destacamento de Baler y da instrucciones a la población.
Teodorico instó a la gente del pueblo a levantarse en armas contra la guarnición la madrugada del 4 al 5 de octubre. Antes del ataque, nombró a Antero Amatorio como Capitán Administrativo, a Miguel de Infanta como cabeza del Barangay, a Norberto Valenzuela y Ricardo Novicio como capitanes y a Moises Sison como Teniente.
El 7 de octubre llega a Baler el Manila y su capitán, enviado para intercambiar noticias, se encuentra con el comandante de la guarnición, José Mota y el cura muertos, soldados muertos sin enterrar y unos pocos supervivientes atrincherados en la iglesia.
El gobierno de Manila, tras recibir las noticias, envía un destacamento de 100 hombres al mando del Capitán Jesús Roldán Maizonada, que es sitiado durante tres meses por los rebeldes de Teodorico. El 23 de enero de 1898, llegan 400 hombres más, con el General Génova al frente, pero al haberse firmado el Pacto de Biak-na-Bato y haber recibido Teodorico órdenes de rendirse de Aguinaldo, el gobierno decide reemplazarlos al poco tiempo por un destacamento de 50 hombres del Batallón Expedicionario de Cazadores n.º 2, comandados por Juan Alonso Zayas. 

### El Sitio de Baler
Alonso embarca en Manila rumbo a Baler a principios de 1898, donde llega en febrero, junto al teniente Saturnino Martín Cerezo y el recién nombrado gobernador civil y militar del distrito, el capitán de Infantería Enrique de las Morenas y Fossi.
A pesar de que entre Baler y Manila apenas había 100 kilómetros, las comunicaciones por tierra eran prácticamente inexistentes, siendo el barco el medio habitual para la recepción de mercancías y noticias.
Teodorico, vuelve al pueblo y en mayo, tras haberse reanudado los reclutamientos en la zona, los rebeldes, cortan las comunicaciones de Baler. Al no poder enviar noticias por correo a la Capitanía General, el gobernador se pone en contacto con Teodorico Novicio Luna, del que no sospecha que siga perteneciendo a los rebeldes, para pedirle que le indicase una persona que pudiera llevar un mensaje al Gobernador de San Isidro para que éste, a su vez, lo remitiera a Manila explicando la situación. Luna le presenta a Ramilo, al que se le entrega un mensaje cifrado pero al poco, vuelve a Baler diciendo que ha sido capturado y el mensaje interceptado, aunque afirma que los enemigos no han sido capaces de leerlo y él no ha revelado la procedencia, así que lo habían roto y no le habían dejado continuar el camino.
El 24 de junio, Alejo, un prisionero filipino que había sido puesto al servicio del gobernador español y tenía permiso para moverse por todas partes, da el aviso para el abandono del pueblo y se va, robando el sable del médico, Rogelio Vigil de Quiñones. Tras intentar capturarlo sin éxito, los filipinos hacen llegar a los españoles noticias de que se ha unido a los insurrectos de Patabangán, que llegarán a Baler el 27 con el fin de matar a Novicio Luna por no haberse unido al levantamiento. Al ir a avisar a Luna de la situación, la familia dice a los militares que se ha ido al monte y que no volverá en unos días. En realidad era el jefe de los insurrectos del Distrito El Príncipe y había ido a por armas para unirse a los hombres de Patabangán para asaltar el puesto de Baler.
El 30 de junio, Teodorico tiende con sus hombres una emboscada a una patrulla rutinaria española al mando de Cerezo resultando herido el cabo Jesús García Quijano, comenzando el sitio.
Los españoles, se refugian en la iglesia del pueblo por ser el edificio más sólido y defendible en caso de prolongarse la situación, que, finalmente, duró 337 días. El 18 de octubre, Alonso, muere de beriberi, tomando el mando del destacamento hasta el final del sitio el Teniente Martín Cerezo.